# 캔버라 부시레인저스
캔버라 부시레인저스(Canberra Bushrangers)는 1991년 창단한 구 ABL의 프로 야구 팀이다. 캔버라를 연고로 하고 있으며 홈구장은 멜버른 볼파크이다. 맬버른 부시레인저스라는 이름으로 창단되었고, 1991년에 연고지 이전 후 캔버라 부시레인저스로 변경되었다.